# ブレイク・シン

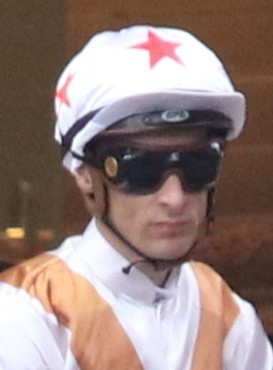
2023年3月19日

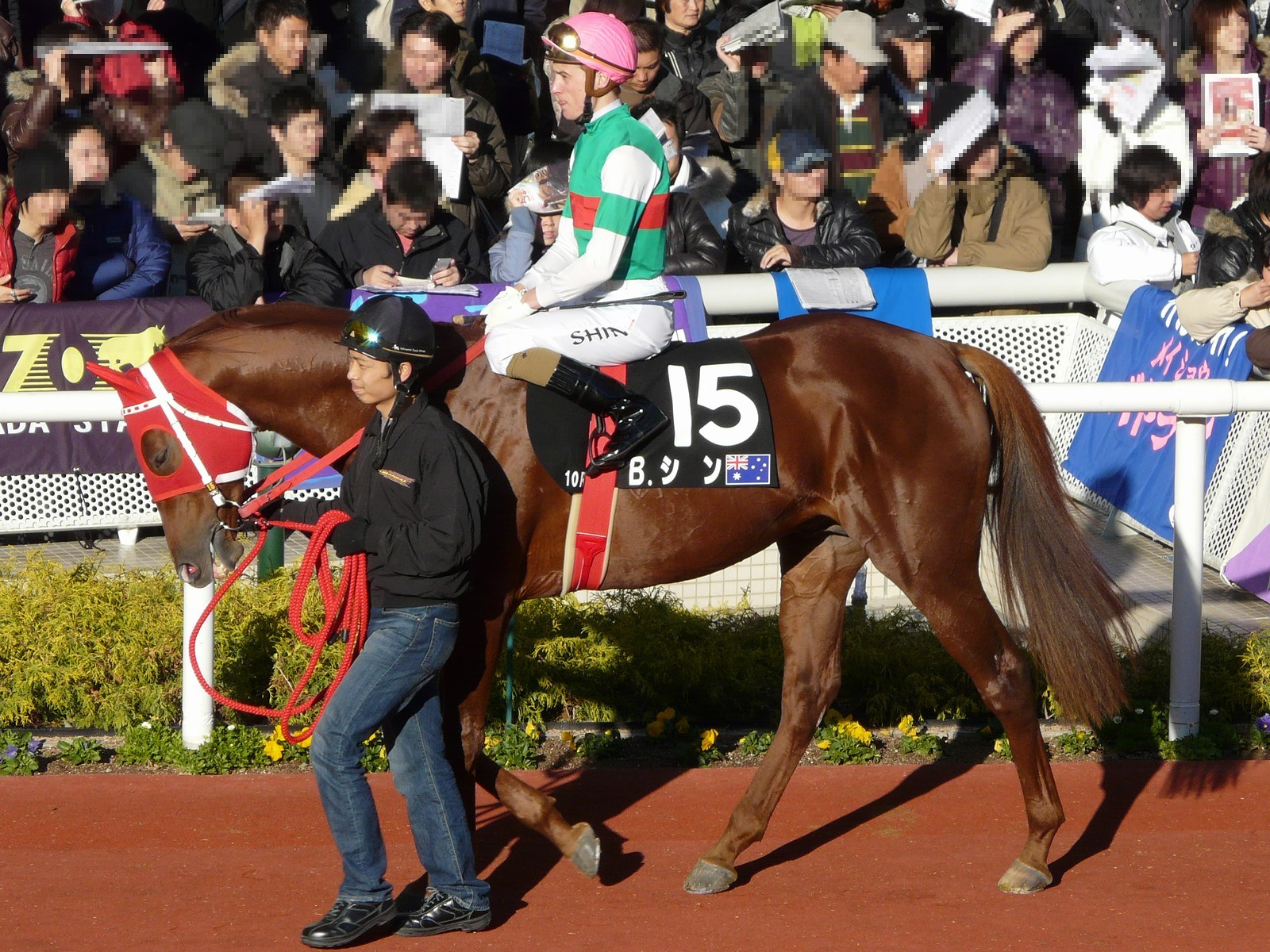
2008年WSJS

ブレイク・シン（Blake Shinn、1987年9月26日 - ）は、オーストラリア・シドニー地区を拠点に騎乗する騎手である。出生地はオーストラリア・ビクトリア州キルモア。父のジェラルド・シンは元騎手。香港における名前の中文表記は「薛恩」。

## 来歴
2003年/2004年、メルボルン地区を拠点に2003年6月に騎手デビューした。
2004年/2005年、2005年5月にアデレードカップをデマージャーに騎乗して制し、G1競走初勝利を挙げた。さらに当シーズンは、メルボルン地区の見習騎手リーディングで第2位となり、見習騎手として史上初のスコービー・ブリースリー・メダルを受賞した。
2007年/2008年、当シーズンよりゲイ・ウォーターハウス厩舎の主戦騎手となったことに伴い拠点をシドニー地区に移した。2008年には当シーズンのシドニー地区リーディングジョッキーとなった。

### 来日歴
2008年、第22回ワールドスーパージョッキーズシリーズに出場するために初来日を果たした。12月6日に中央競馬で初騎乗し、同シリーズでは32ポイントを獲得して5位となった。
2019年9月から、香港ジョッキークラブのジョッキーライセンスを経て、香港へ移籍。

## 不祥事
シンの不祥事は2度あり、1度目は2008年5月に薬物（エフェドリン検出）による1ヶ月の騎乗停止処分を受けた。2度目は2010年11月26日、自身の騎乗していたレースで賭博行為を行ったとして1年3ヶ月の騎乗停止処分が言い渡された。共犯者のピーター・ロブル騎手も1年間の騎乗停止となった。またジョッキールームでシンの交際者である女性騎手のカシー・オハラと携帯電話でやり取りしていたことも発覚したが、追加の処分とオハラへの処分については不明。

## 受賞など
- スコービー・ブリースリー・メダル
  - 2004年/2005年

- シドニー地区リーディングジョッキー（1回）
  - 2007年/2008年

## 記録
- 中央競馬（平地）

|        | 日付          | 競馬場・開催・レース  | 競走名    | 格     | 馬名       | 頭数   | 人気   | 着順   |
| ------ | ------------- | --------------------- | --------- | ------ | ---------- | ------ | ------ | ------ |
| 初騎乗 | 2008年12月6日 | 第5回阪神1日目3レース | 2歳未勝利 | -      | モンピュア | 16頭   | 15     | 15着   |
| 初勝利 | 未勝利        | 未勝利                | 未勝利    | 未勝利 | 未勝利     | 未勝利 | 未勝利 | 未勝利 |

## 主な騎乗馬
- デマージャー（2005年アデレードカップ）
- ヴュード（2008年メルボルンカップ）
- スカイフィールド (2021年香港スプリント)